# Dynastie Chen
Pour un article plus général, voir dynasties du Sud et du Nord.
Pour les articles homonymes, voir Chen.
557–589
Entités précédentes :
- Dynastie Liang

Entités suivantes :
- Dynastie Sui

La dynastie Chen (陳朝 (en pinyin: Chén cháo)) est la quatrième et dernière dynastie du Sud de la Chine. Elle régna de 557 à 589. Elle fut précédée par la dynastie Liang et suivie par la dynastie Sui, qui réunifia la Chine.
À la mort de Houzhu en 589, toute la Chine est réunifiée par Sui Wendi de la dynastie Sui qui succéda aux dynasties du Sud et du Nord.
Quand la dynastie est fondée par Wudi, elle est extrêmement faible, ne possédant qu'une petite portion de l'ancien territoire de la dynastie Liang. Laquelle région est dévastée par les guerres précédentes. Cependant Wudi et ses successeurs, Wendi et Feidi, sont de bons dirigeants qui parviennent à consolider leur empire qui retrouve une puissance comparable à celle de leurs rivaux Zhou et Qi. Après que la dynastie des Zhou est détruite par celle des Qi en 577, l'empire des Chen se retrouve encerclé. L'empire Chen s'en retrouve balayé par l'État Sui qui a succédé à la dynastie des Zhou. 

## Histoire politique et militaire

L'extension approximative des empires se partageant la Chine vers 560, avec la localisation des principales villes.

Chen Baxian, fondateur de la dynastie Chen, était un général de basse extraction, originaire de Changcheng dans la région de Wuxing (Zhejiang actuel), qui servit dans l'armée de la dynastie Liang. Quand celle-ci fut secouée dans les années 548-549 par la rébellion du général Hou Jing qui se solda par la destruction de Jiankang, la capitale de l'empire, Chen Baxian apporta son soutien à l'homme fort de la famille impériale, Xiao Yi, l'empereur Yuandi, qui parvint à vaincre le rebelle. Chen Baxian participa à l'expédition qui permit de reprendre la capitale, mais il ne put empêcher dans les années suivantes la perte de plusieurs territoires face aux dynasties du Nord (Wei de l'Ouest/Zhou du Nord et Wei de l'Est/Qi du Nord). À la mort de l'empereur Yuandi en 554 après une défaite cuisante face aux Wei de l'Ouest, Chen Baxian devint l'un des hommes forts de la cour impériale, aux côtés de Wang Sengbian, un autre général qui avait maté la rébellion de Hou Jing. En 555, Wang Sengbian commença alors à traiter avec les Qi du Nord, un des rivaux des Liang, ce qui de nombreuses réactions négatives à la cour impériale. Chen Baxian apporta son soutien à Xiao Fangzhi, fils de Xiao Yi, et organisa la mise à mort de Wang Sengbian et la montée sur le trône de Xiao Fangzhi. Cette situation dura deux années, jusqu'au moment où Chen Baxian décida de destituer l'empereur et de fonder une nouvelle dynastie, nommée Chen.
Le territoire que dirigeait Chen Baxian (nom posthume Wudi) était nettement plus réduit que celui que contrôlaient les Liang une dizaine d'années auparavant : avaient été perdus le Sichuan, la région du Moyen Yangzi, et une partie des territoires de la région de la rivière Huai, soit toute la partie occidentale et les franges nord. Restaient surtout la région de Jiankang, correspondant aux territoires situés au sud du Yangzi sur son cours inférieur, et les régions méridionales jusqu'au nord de l'actuel Viet-Nam, qui étaient alors peu peuplées. Le rapport de force face aux deux royaumes du Nord était défavorable aux Chen, mais à leur avantage ceux-ci étaient rivaux et consacrèrent le gros de leurs forces à se combattre. Chen Baxian mourut en 559, et son fils Chen Qian (Wendi) lui succéda. Il dut repousser des offensives des Qi du Nord, dirigées par un général qui avait auparavant servi les Liang, Wang Lin. De fait, les Chen furent alliés à l'autre puissance septentrionale, les Zhou du Nord. Sous son second successeur, Chen Xu (Xuandi), dans les années 573-575, les armées du Sud réussirent à reprendre aux Qi des territoires situés entre le Yangzi et la rivière Huai, alors que les Zhou étaient en train de prendre l'avantage sur leur rival. Lorsque l'empire des Qi fut définitivement annexé par les Zhou en 577, ces derniers envoyèrent leurs troupes reprendre les territoires conquis, signifiant ainsi aux Chen qu'ils entendaient prendre pied dans le Sud et les soumettre à leur tour. La mort de l'empereur des Zhou en 578, suivie de troubles dynastiques, offrit un répit aux Chen. 
La mort Chen Xu/Xuandi en 582 marqua un nouvel affaiblissement militaire pour les Chen, désormais dirigés par Chen Shubao (Houzhu), qui avait peu d'intérêt pour le gouvernement de l'empire et laissait ses ministres gérer les affaires de son État. Dans ses mêmes années, la dynastie Zhou avait été renversée par le général Yang Jian, qui avait fondé en 581 la dynastie Sui. Après avoir renforcé son contrôle du pouvoir, il leva une armée importante, qu'il lança dans les années 588-589 à la conquête des Chen. Les armées méridionales ne lui opposèrent que rarement une forte résistance. Jiankang fut conquise et l'empereur capturé. Cette campagne marquait la fin des dynasties méridionales, et la réunification de la Chine après plusieurs siècles de division entre le Nord et le Sud. Une révolte embrasa les régions les plus au Sud de l'empire dans les mois qui suivirent, et causa plus de difficultés aux Sui qui durent envoyer un nouveau corps expéditionnaire pour la mater,.

## Liste des empereurs
1. Wudi (en) (Chen Baxian) (557-559)
2. Wendi (en) (Chen Qian) (559-566)
3. Feidi (en) (Chen Bozong) (566-568)
4. Xuandi (en) (Chen Xu) (568-582)
5. Houzhu (en) (Chen Shubao) (582-589)